# Thujon
Thujon (C10H16O) je chemická sloučenina (keton a monoterpen), 1-isopropyl-4-methylbicyklo[3.1.0]hexan-3-on.

## Popis
Thujon je neurotoxin ve formě bezbarvého oleje. Je rozpustný v ethanolu, diethyletheru a chloroformu a nerozpustný ve vodě. Aroma je podobné mentolu. Je izomerní s kafrem, dalším stimulantem centrální nervové soustavy, ač jeho chemická struktura není kafru podobná. Thujon může být oddělen od přírodních olejů hydrogensíranem nebo frakční destilací a krystalizací, byl také syntetizován (uměle vyroben).

## Výskyt

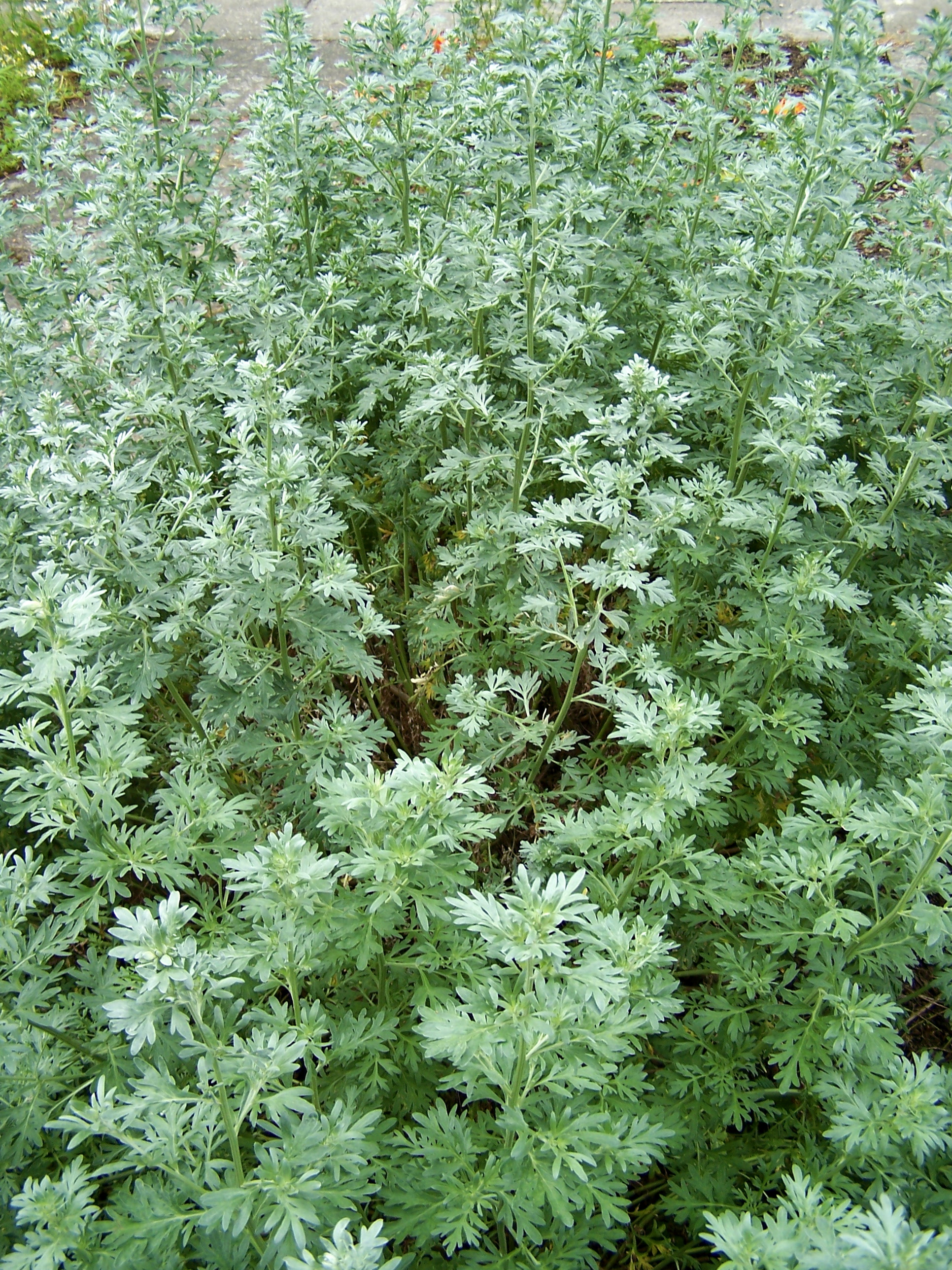
Pelyněk pravý - Jeden ze zdrojů thujonu

V přírodě se thujon nachází ve dvou formách, levotočivý alfa-thujon a pravotočivý beta-thujon, první zmíněný se vyskytuje např. v túji a šalveji, druhý ve vratiči a pelyňku.

## Stereochemie

alfa-thujon (−)-α-thujon l-thujon
beta-thujon (+)-β-thujon (+)-isothujon d-isothujon

Molekula thujonu má celkem 3 chirální atomy uhlíku (dva jsou však součástí můstku bicyklického skeletu), jsou možné celkem 4 steoizomery. V přírodě se vyskytující α-thujon a β-thujon se liší jen orientací methylové skupiny (nahoru/dolů) na atomu uhlíku sousedícím s karbonylovou skupinou, nejsou to tedy enantiomery, ale diastereomery, resp. epimery. V silně zásaditém prostředí nebo zahříváním může docházet k epimerizaci a ustaví se mezi nimi rovnováha (v ethanolovém roztoku při pH 11,5 se po 20 h ustálila rovnováha α-thujon/β-thujon v poměru asi 1:2).
V roce 2016 byly nalezeny zbylé 2 diastereomery (+)-α-thujon a (−)-β-thujon (kromě (−)-α-thujonu a (+)-β-thujonu) v šalvěji lékařské.

(+)-α-thujon
(−)-β-thujon

## Použití

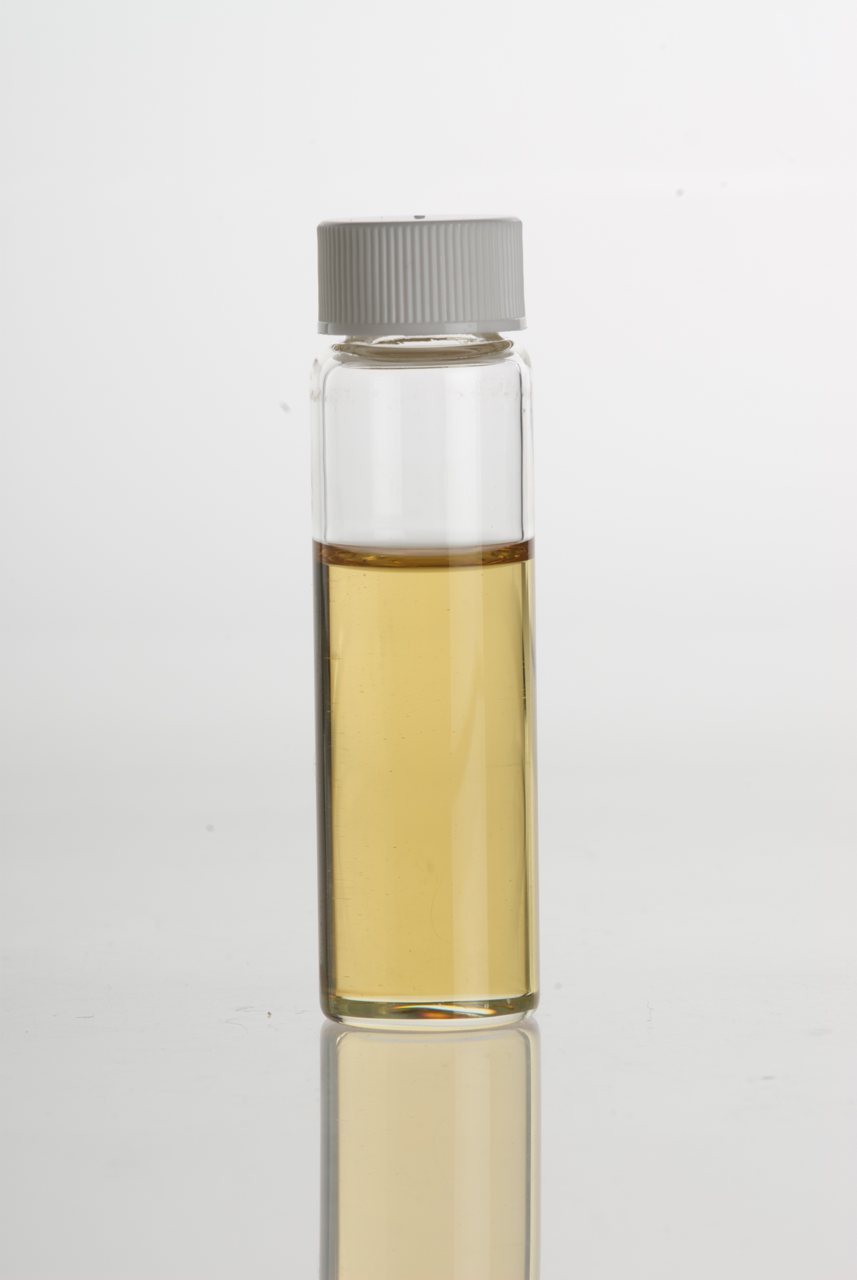
Esenciální olej ze šalvěje (Salvia officinalis)

Thujon je nejvíce známý díky své přítomnosti v absintu, neboť hlavní  přísadou v tomto alkoholickém nápoji je pelyněk pravý, ve kterém převažuje beta-thujon. Studie doktora Magnana z 19. století napomohly k postupnému zákazu absintu v celé Evropě, nicméně primární podnět pro zákaz absintu bylo nadměrné užívání tohoto vysokoprocentního alkoholu. Díky postupnému rušení zákazu absintu se obnovil i zájem o thujon, přičemž byly novodobými výzkumy vyvráceny staré studie týkající se obsahu a účinků thujonu v absintu.

### Účinky
Otrava thujonem se projevuje zevně podrážděním pokožky (při styku se šťávou), vnitřně (při požití, zejména u semen túje) těžkým podrážděním žaludku a střev, křečemi, poškozením jater a ledvin. Vyvolává překrvení malé pánve, důsledkem kterého může u těhotných žen dojít i k potratu. Při těžkých otravách se dostavují křeče, po kterých následuje celková ochablost a bezvědomí, v nejtěžších případech v průběhu půl až několika dní přichází smrt. Léčit lze pouze symptomy. Jsou popsány ojedinělé záchvaty připomínající epilepsii a nevhodnost použití u těhotných žen i u šalvěje lékařské, která obsahuje alfa-thujon. V roce 1975 američtí vědci J. del Castillo, M. Anderson a G. M. Rubottom sledovali podobnost mezi psychologickými účinky absintu a marihuany (Cannabis sativa). Nicméně podobnost účinků THC a thujonu na člověka byla vyvrácena vědeckou prací (Justin P Meschlera, Allyn C Howlett) z března 1999.

### Letální dávka
Orální letální dávka (smrtelná dávka) LD50 u potkanů je 192 mg/kg váhy (Margaria, 1963) a 500 mg/kg tělesné hmotnosti (NLM, 1997). Intravenózní letální dávka LD50 u králíka je 0,031 mg/kg tělesné hmotnosti (NLM, 1997) Pro představu, pokud by dospělý člověk o váze 60 kg požil 1 l 25% alkoholu s obsahem thujonu 5 mg/l, byl by intoxikován 0,08 mg thujonu na 1 kg své váhy.

### Obsah thujonu v absintu
Dle studií vycházejících ze starých zdrojů se mylně předpokládalo, že obsah thujonu v původních starých absintech byl kolem 260 mg/l. V roce 2008 byla provedena rozsáhlá analýza 13 absintů, které byly vyrobeny před zákazem absintu ve Francii (1915). Výsledky studie ukázaly, že nejvyšší hodnotu beta-thujonu (41,5 mg/l) obsahoval absint Pernod Fils cca z roku 1910. Tím je také vyvrácena marketingová mystifikace výrobců absintu, kteří obsah thujonu záměrně nadsazují na základě chybných historických hodnot.